# Tjodalv
Tjodalv właściwie Ian Kenneth Åkesson (22 lutego 1976) – norweski perkusista. W latach 1993–1999 członek grupy muzycznej Dimmu Borgir. Od 1993 do 1995, a następnie od 1999 do 2001 roku występował w grupie muzycznej Old Man’s Child. W 1998 roku Åkesson założył zespół Susperia.